# 圣韦罗米利斯
圣韦罗米利斯（義大利語：San Vero Milis），是意大利奥里斯塔诺省的一个市镇。总面积72.2平方公里，人口2532人，人口密度35.1人/平方公里（2009年）。ISTAT代码为095050。